# 斯维特兰娜·博金斯卡娅
斯维特蘭娜·博金斯卡婭（1973年2月9日—），是白俄羅斯出身的前蘇聯體操選手，曾獲得3面奧林匹克運動會體操金牌及5面世界體操錦標賽金牌。

## 生平
博金斯卡婭從6歲開始學習體操，14歲（1987年）時成為蘇聯體操隊的選手，並在同年於鹿特丹舉辦的世界競技體操錦標賽中獲得人生的首面獎牌。隔年的漢城奧運會，博金斯卡婭獲得了女子體操團體與個人跳馬的金牌（羅馬尼亞選手達妮艾拉·西莉華絲則拿下了其他三項個人項目的金牌）。只是奧運會結束後，她的指導教練自殺身亡，博金絲卡婭在沉重的精神打擊下，宣布退出國家隊。
隔年（1989年）博金絲卡婭重新回到蘇聯體操隊，並在同年的司徒加特世界盃錦標賽拿下了自由體操及個人全能項目的金牌，1990年歐洲體操錦標賽，她更奪下了女子體操個人項目全數5面金牌，儼然成為了蘇聯體操隊的王牌。只可惜好景不常，蘇聯不久後即解體成為15個國家，培訓環境也不如以往，1992年，博金絲卡婭和其他前蘇聯的選手一樣，代表獨聯體參加了1992年的巴塞隆納奧運會，原本被看好奪牌的她，因為發生了失誤而只得到了第五名，但她仍然給予爆冷奪冠的隊友塔季扬娜·古楚擁抱祝福。
之後的博金絲卡婭，在國際體操競技上奪牌的次數逐漸減少，她也曾代表白俄羅斯參加了1996年的亞特蘭大奧運，但只得到了個人全能第14名、跳馬第5名的成績。1997年，博金絲卡婭正式退休。2005年獲選進入世界體操名人堂。

## 轶事
博金絲卡婭身高162公分，在普遍身材嬌小的女子體操界中，特別醒目顯眼。

## 外部連結
- Svetlana Boginskaya在国际体操联合会的相关介绍
- Bio and Competition Results （页面存档备份，存于）
- CBS Sports bio